# Betula calcicola
Betula calcicola är en björkväxtart som först beskrevs av William Wright Smith, och fick sitt nu gällande namn av Pei Chun Qiong Li. Betula calcicola ingår i släktet björkar, och familjen björkväxter. Inga underarter finns listade.